# As w potrzasku
As w potrzasku (ang. Ace in the Hole) – amerykański film noir z 1951 roku w reżyserii Billy’ego Wildera z Kirkiem Douglasem w roli głównej.

## Obsada
- Kirk Douglas jako Chuck Tatum
- Jan Sterling jako Lorraine Minosa
- Robert Arthur jako Herbie Cook
- Porter Hall jako Jacob Q. Boot
- Frank Cady jako pan Federber
- Richard Benedict jako Leo Minosa
- Ray Teal jako szeryf Kretzer
- Lewis Martin jako Mc Carle
- Frank Jaquet jako Sam Smollett
- Harry Harvey jako dr Hilton

## Fabuła
Chuck Tatum jest bardzo ambitnym, ale cynicznym i egocentrycznym reporterem, który z powodu kłamstw i alkoholizmu jest wyrzucany z kolejnych gazet. W końcu znajduje pracę w Albuquerque w małej gazecie Albuquerque Sun-Bulletin, z nadzieją, że uda mu się zebrać wystarczającą ilość pieniędzy, żeby powrócić do Nowego Jorku lub Chicago. Liczy również na to, że trafi mu się jakiś sensacyjny temat. Jednakże, kiedy po roku pracy nic interesującego się nie dzieje, nagle dowiaduje się o Leo Minosie, który został uwięziony w jednej z kopalń, kiedy zbierał stare indiańskie artefakty. Tatum wietrząc świetny temat wyolbrzymia całą akcję ratunkową i przekonuje miejscowego szeryfa, żeby zmusił wykonawcę do drążenia nowego tunelu zamiast odkopywania starego. Chce sobie w ten sposób zapewnić dodatkową sensację i dłużej utrzymać się na pierwszych stronach gazet. Jego pomysł popiera Lorraine, żona Leo, z którym wspólnie prowadzi podupadającą restaurację, gdyż dzięki nagłośnieniu sprawy do miasta licznie przybywają turyści, którzy chcą zobaczyć akcję ratunkową. To ożywia ich lokal i przynosi duże zyski. Tatum w końcu postanawia zrezygnować z pracy w gazecie, a swoje prawa autorskie sprzedać do New Yorkera. Pod jego wpływem, młody fotograf Herbie Cook także zatraca swoje ideały i zaczyna myśleć o sprzedaży swoich zdjęć największym krajowym magazynom. Naczelny Albuquerque Sun-Bulletin usiłuje przekonać ich do zmiany zdania, ale bez skutku. W czasie kiedy trwa jeszcze akcja ratunkowa Tatum i Lorraine nawiązują bliższą znajomość. Po pięciu dniach okazuje się, że Leo ledwie żyje, więc Tatum chce, by powrócono do odkopywania zawalonego chodnika. Niestety jest już na to późno. Podczas sprzeczki z Lorraine zostaje dźgnięty nożycami, ale udaje mu się jeszcze dotrzeć do swojego starego biura w Albuquerque i ujawnić, jak doprowadził do śmierci Leo.

## Produkcja
Fabuła filmu powstała na podstawie dwóch autentycznych wydarzeń. Pierwsze z nich miało miejsce w 1925 roku, kiedy to Floyd Collins został uwięziony w jaskini po zejściu lawiny. Reporterem, który relacjonował całe zdarzenie dla gazety Courier-Journal był William Burke Miller, późniejszy laureat nagrody Pulitzera. Nazwisko Collinsa pojawia się w filmie jako przykład ofiary, której tragedia stała się medialną sensacją.
Drugie zdarzenie miało miejsce w kwietniu 1949 roku, kiedy to trzyletnia Kathy Fiscus z San Marino w Kalifornii wpadła do niezabezpieczonej studni. Ponieważ akcja ratunkowa trwała kilka dni na miejsce zdarzenia przybyło tysiące ludzi, by obserwować ją na własne oczy. W obu przypadkach, ofiary zmarły zanim zostały uratowane.
Na potrzeby filmu, w pobliżu miejscowości Gallup w Nowym Meksyku, zbudowano największą swego czasu scenografię, której wymiary wynosiły 72 m wysokości i 370 szerokości. Mieściły się tam m.in. przydrożne stoiska, zawalona jaskinia czy parking. Sceny podziemne nakręcono w studiu Paramount w Hollywood. Z kolei w największej scenie filmu wzięło udział ponad 1000 statystów i 400 samochodów.
Koszt filmu wyniósł ostatecznie 1 821 052 dolary, z czego 250 000 otrzymał Billy Wilder, który był reżyserem, scenarzystą i producentem.

## Nagrody i nominacje
Nagrody
- 1951: nagroda National Board of Review Award dla najlepszej aktorki (Jan Sterling)
- 1951: nagroda na Weneckim Festiwalu Filmowym dla najlepszego reżysera (Billy Wilder)
- 1951: nagroda na Weneckim Festiwalu Filmowym za najlepszą muzykę (Hugo Friedhofer)

Nominacje
- 1952: nominacja do Oscara za najlepszy scenariusz (Billy Wilder, Lesser Samuels, Walter Newman)
- 1951: nominacja do nagrody Złotego Lwa na Weneckim Festiwalu Filmowym (Billy Wilder)